# San Juan (Guerrero)
San Juan (Guerrero) es una localidad del municipio de Balancán ubicado en la subregión de los Ríos del estado mexicano de Tabasco.

## Geografía
La localidad se ubica a 14.9 kilómetros (en dirección noreste) de la localidad de Balancán de Domínguez, la cabecera y lugar más poblado del municipio. Se sitúa en las coordenadas geográficas 17°41′34″N 91°27′33″O / 17.692778, -91.459167, a una elevación de 10 metros sobre el nivel del mar.

## Demografía
Según el Conteo de Población y Vivienda 2020, efectuado por el Instituto Nacional de Estadística y Geografía, la localidad de San Juan (Guerrero) tiene 48 habitantes, de los cuales 27 son del sexo masculino y 21 del sexo femenino. Su tasa de fecundidad es de 3.61 hijos por mujer y tiene 19 viviendas particulares habitadas.
| Gráfica de evolución demográfica de San Juan (Guerrero) entre 1990 y 2020 |
|                                                                           |
| INEGI.                                                                    |